# Kenny Burrell
Kenny Burrell (Detroit, 1931. július 31. –) amerikai dzsesszgitáros. Duke Ellington legkedvesebb gitárosa volt.

## Pályakép
Már a korai felvételein érzékelhetőek Burrell játékának lényeges jegyei: a bop sajátos, megszelídített értelmezése, a tiszta dallamvezetés, az akkurátus artikuláció, tempós szving. Burrell az a zenész, akinek a fontosabb a kifejezés, mint a technikai bravúr. A hangok logikusan épülnek egymásra. Még a tempósabb számokban is ott van a nyugalom.

## Zenésztársak
Dizzy Gillespie, John Coltrane, Benny Goodman, Bill Evans, Gil Evans,  Stan Getz, Billie Holiday, Milt Jackson, Quincy Jones, Oscar Peterson, Sonny Rollins, Jimmy Smith, Stanley Turrentine, Cedar Walton.

## Lemezválogatás
- Introducing Kenny Burrell (1956)
- The Essential Billie Holiday – Carnegie Hall Concert (1956)
- All Day Long (1957)
- Kenny Burrell and John Coltrane (1958)
- Blue Lights (1958)
- On View At The Five Spot Cafe (1959)
- Bluesy Burrell (1962)
- Midnight Blue (1963)
- Guitar Forms (1964 & 1965)
- ’Round Midnight (1972)
- Ellington Is Forever (1975–77)
- 12-15-78 (1999)
- Lucky So and So (2001)

## Díjak
- Burrell írta, rendezte és előadta a Dee Dee Bridgewater 1998. évi Grammy-díjas albumát, a „Dear Ella”-t, amiért megkapta a Down Beat 2004-es az Év Jazzpedagógusának díját.